# Jezerský potok
Jezerský potok – potok na Słowacji, lewy dopływ Rieki w zlewni Dunajca. Wypływa na północnych stokach Magury Spiskiej na wysokości około 1050 m w leju źródliskowym między szczytami Bukovina i bezimienny szczyt 1151 m. Spływa w kierunku północno-wschodnim przez miejscowość Jezierska (słow. Jezersko) ciasną doliną, której orograficznie prawe zbocza tworzy  północny grzbiet Bukoviny z wzniesieniem Jezierski Wierch (915 m), lewe szczyt 1151 m i jego północny grzbiet z wzniesieniem Plašný vrch (1041 m). Wzdłuż koryta potoku prowadzi droga asfaltowa, ślepo kończąca się parkingiem przy ośrodku narciarskim Ski Jeziersko-Bachledowa.
Jezerský potok na wysokości około 650 m uchodzi do Rieki. Następuje to przy drodze nr 542, pomiędzy miejscowościami Relów i Hanuszowce (Spišské Hanušovce).